# 守山八幡宮 (宇城市)
守山八幡宮（もりやまはちまんぐう）は、熊本県宇城市小川町南部田にある神社である。旧社格は郷社。

## 概略
ほぼ南北に走る日岳山脈の主峰である日岳（標高243m）のふもとに鎮座する神社。由緒は古く、宇佐八幡宮の末社であったと伝えられるが、1051年（永承6年）、男山八幡宮（石清水八幡宮）の末社として新装復興した年を創建年としている。1048年（永承3年）から1051年(永承6年）にかけて社殿が造営され、男山八幡宮の社人高橋宗願が代官となって神幸を奉修した。
鉄眼一切経（黄檗版大蔵経（鉄眼版））で知られる江戸時代の禅僧・鉄眼道光は、守山八幡宮の社僧・佐伯浄信の子として生まれた。なおその生家は、鉄眼道光自身により後に三宝寺と名付けられ、守山八幡宮に隣接している。

## 祭神
- 応神天皇、神功皇后、姫大神の3柱

### 合祀
- 南小野神社（旧村社）も合祀されている。なお、南小野神社は、1910年（明治43年）に熊野座神社と合併している。
  - 南小野神社と熊野座神社の御祭神
（五十猛命。王位姫命。伊弉冉命。事解之男命。速玉男命。神功皇后）

## 祭祀・信仰
- 例祭日は、10月15日

## 境内社
- 稲荷神社（宇迦之御魂神）